# ماساتومو سومیتومو
ماساتومو سومیتومو (به ژاپنی: 住友政友) (زاده ۳۱ دسامبر ۱۵۸۵ - درگذشته ۱۷ سپتامبر ۱۶۵۲) کارآفرین، بازرگان، صنعت‌گر و فروشنده ژاپنی بود، که در سال ۱۶۳۰ شرکت سومیتومو را تأسیس نمود.